# Hetjershausen
Hetjershausen (niederdeutsch Hetjeshusen) ist ein Ort in Südniedersachsen und westlicher Stadtbezirk von Göttingen. Es bildet zusammen mit Groß Ellershausen und Knutbühren eine Ortschaft im Sinne des Niedersächsischen Kommunalverfassungsgesetzes. Hetjershausen hat zusammen mit dem Stadtbezirk Knutbühren 1316 Einwohner.

## Geographie

### Geographische Lage
Hetjershausen liegt am westlichen Rand des Grabenbruches des Leinetals und auf einem Bergrücken am Osthang der Dransfelder Hochebene. Südlich des Ortes befindet sich das Elstal, das Groß Ellershausen von Hetjershausen trennt, nördlich des Ortskerns ist der Börlberg mit dem Ortsteil Hasenwinkel durch den Hainholzgraben vom Hauptteil des Ortes getrennt. Nördlich des Börlbergs befindet sich das bewaldete Börltal, durch das der Flötengraben fließt. Etwa einen Kilometer östlich von Hetjershausen befindet sich in einem Wasserschutzgebiet Gronespring, die Quelle der Grone. Die höchste Erhebung in der Gemarkung Hetjershausen ist mit 360,3 m ü. NN der Knutberg westlich des Ortes bei Knutbühren, der Ortskern liegt auf etwa 240 m ü. NN.

Blick vom Börlberg auf Hetjershausen

### Geologie
In der Gemarkung Hetjershausen stehen überwiegend Gesteine des Oberen Muschelkalks an, östlich des Ortes auch einige Tone und Sande des Unteren Keupers. Der Muschelkalk hat hier eine Mächtigkeit von etwa 200 bis 250 m über dem darunter befindlichen Buntsandstein. Weiter östlich am unteren Hang des Leinetals und in kleineren Inseln in der Ortslage sowie südlich und westlich davon finden sich Lagen des Pleistozän.
Der im Ortsbereich vorherrschende Bodentyp ist die Pararendzina. Im Börltal nördlich des Ortes und westlich ist Rendzina vorherrschend, östlich des Ortes im Leinetal Pseudogley-Parabraunerde. Eine Insellage von Regosol befindet sich unmittelbar östlich von Hetjershausen.

### Nachbarorte
Die Nachbarorte von Hetjershausen sind Groß Ellershausen etwa 1,5 km südlich, Knutbühren etwa 2,8 km westnordwestlich, Elliehausen 2,2 km nordnordöstlich und Grone 2,7 km östlich. Auch diese Orte sind Stadtteile von Göttingen. Die Gemarkung Hetjershausen grenzt außer an die genannten benachbarten Stadtbezirke im Westen an Ossenfeld im Stadtgebiet von Dransfeld, im Südwesten an Klein Wiershausen in der Gemeinde Rosdorf.

## Name
Die erste urkundliche Erwähnung führt als Ortsnamen Hatticheshuson an (im Jahr 990). Spätere Namensformen sind  Hattingeshusen (1071), Hettikishuson (1170), Hettekeshusen (1318, 1416), Hetkeshusen (1506, 1568), Hetkershusen (1511, ähnlich 1575) und Het(t)gershausen (1625, 1784). Die hochdeutsche Endungsform -hausen anstelle des niederdeutschen -husen erscheint erstmals in der Mitte des 16. Jahrhunderts (1566: Hettkershausen) und ab dem 17. Jahrhundert häufiger.
Der Name „Hetjershausen“ ist zusammengesetzt aus der häufigen Ortsnamensendung -hausen und einem Personennamen, der sich aus den ersten schriftlichen Erwähnungen als Hat(t)ik(i) rekonstruieren lässt und auf den Personennamensstamm Hathu – zu altnordisch hǫð = Kampf – zurückgeführt werden kann.

## Geschichte
Seit wann Hetjershausen kontinuierlich besiedelt ist, ist unbekannt. Die erste überlieferte schriftliche Erwähnung des Ortes Hetjershausen stammt aus einer Urkunde Ottos III. vom August des Jahres 990. Darin überlässt der König auf Veranlassung seiner Mutter, der Kaiserin Theophanu, dem Stift Gandersheim, in dem seine Schwester Kanonissin war, 60 Hufen Landes in verschiedenen Dörfern, darunter als südlichster und letztgenannter Ort Hatticheshuson. Zu dieser Zeit gab es also in Hetjershausen Reichsgut, von dem nach einer gefälschten Urkunde noch einmal im Jahre 1071 durch Heinrich IV. eine Schenkung an St. Valerius in Goslar erfolgte. Diese Besitzungen lassen sich möglicherweise dem Reichsgutkomplex in Grone zurechnen. In Hetjershausen besaßen im Hochmittelalter außerdem die Herren von Plesse Besitztümer als Allod. Erwähnungen in Urkunden des Klosters Mariengarten zeigen, dass auch dieses Kloster von der Mitte des 14. bis ins 16. Jahrhundert in Hetjershausen Besitz hatte.
Im 15. Jahrhundert waren die größten Höfe des Ortes im Besitz von Göttinger Bürgern, Hetjershausen gehörte zu dieser Zeit zum Amtsbezirk Harste. Im Zuge der Reformation trat der Ort 1536 zum evangelischen Glauben über.
Im Dreißigjährigen Krieg war das Dorf durch die Belagerungen von Göttingen schwer betroffen, einige Einwohner flüchteten nach Göttingen. 1626 wurde Hetjershausen mehrfach zu großen Teilen in Brand gesetzt. Im Jahre 1655 waren von den Hofstellen in Hetjershausen noch 13 bewohnte Häuser übrig, 16 waren Brandstellen. Hetjershausen erholte sich nur langsam, aus der Kopfsteuerliste des Amtes Harste von 1675 lässt sich eine Einwohnerzahl von 45 Personen ermitteln, davon waren 11 Kinder ab dem 12. Lebensjahr, und 14 Jahre später werden 89 Einwohner erwähnt, die „alle schlechter Condition“ seien. Der Siebenjährige Krieg brachte vor allem hohe wirtschaftliche Verluste und damit starke Verarmung durch Beschlagnahmungen von beweglichen Gütern und Lebens- und Futtermitteln sowie durch Kriegssteuern und Schuldeneintreibungen nach dem Krieg. Durch den Ausbau einer befestigten Poststraße von Göttingen nach Dransfeld in der zweiten Hälfte des 18. Jahrhunderts wurden Arbeitsplätze geschaffen und die westlich von Göttingen liegenden Dörfer erhielten eine bessere Verkehrsverbindung zur Stadt.
Nach der napoleonischen Eroberung 1807 gehörte Hetjershausen bis 1813 dem Département Leine des Königreichs Westphalen an und kam danach zum neu gegründeten Königreich Hannover. Durch eine neue Landeseinteilung wurde das Amt Harste aufgelöst, Hetjershausen kam 1822 zum Gericht Leineberg, dem späteren Amt Göttingen. Eine wesentliche Änderung ergab sich für die Landbevölkerung erst durch die Bauernbefreiung mit dem Erlass einer Ablösungsverordnung zur Aufhebung der grundherrlichen Lasten am 23. Juli 1833. In Hetjershausen wurde der Zehnt 1840 aufgehoben, die Ablösung erfolgte erst 1857. 1852 wurde die Landgemeinde-Ordnung im Königreich Hannover erlassen, nach der Hetjershausen einen Gemeindeausschuss aus 8 Personen erhielt.
Von wirtschaftlicher Bedeutung für den Ort war der Bau der Eisenbahnstrecke nach Hann. Münden, die 1856 fertiggestellt wurde und in direkter Nachbarschaft des Ortes vorbeiführte. Viele Einwohner von Hetjershausen fanden Arbeit bei den Bauarbeiten.
Durch eine neue Kreisordnung wurden 1885 die Amtsbezirke aufgehoben und der Landkreis Göttingen gegründet.
Die Einwohnerzahl blieb seit der Mitte dies 19. Jahrhunderts bis zum Zweiten Weltkrieg mit einigen Schwankungen bei etwa 250 bis 280. Nach dem Zweiten Weltkrieg wurden etwa 180 Flüchtlinge und Vertriebene in Hetjershausen aufgenommen, die Einwohnerzahl sank danach langsam wieder ab. In den 1950er- und 1960er-Jahren wurden zahlreiche Infrastrukturmaßnahmen durchgeführt wie Straßenbau, die Einrichtung einer Wasserversorgung 1952, einer Straßenbeleuchtung 1953 und der Ausbau der Kanalisation. Zum Beginn der 60er Jahre stieg die Bevölkerungszahl wieder an, und ab 1962 wurden die Neubaugebiete Schlehenring im Westen des Ortes und das nordwestlich vom Ort baulich getrennt liegende Baugebiet Hasenwinkel besiedelt. Gleichzeitig lösten sich viele der landwirtschaftlichen Betriebe auf, so dass sich Hetjershausen von einer landwirtschaftlich orientierten Dorfgemeinde zu einem vorwiegend dem Wohnen dienenden Ort für in Göttingen arbeitende Personen entwickelte. 1968 wurde zusammen mit Groß Ellershausen und Knutbühren eine neue Schule errichtet, die mit einem Sportgelände zwischen den Orten Hetjershausen und Groß Ellershausen liegt. Am 1. Januar 1973 wurde Hetjershausen in die Stadt Göttingen eingemeindet. Seit der Mitte der 90er Jahre ist wieder eine leichte Abnahme der Bevölkerung zu verzeichnen.

## Politik

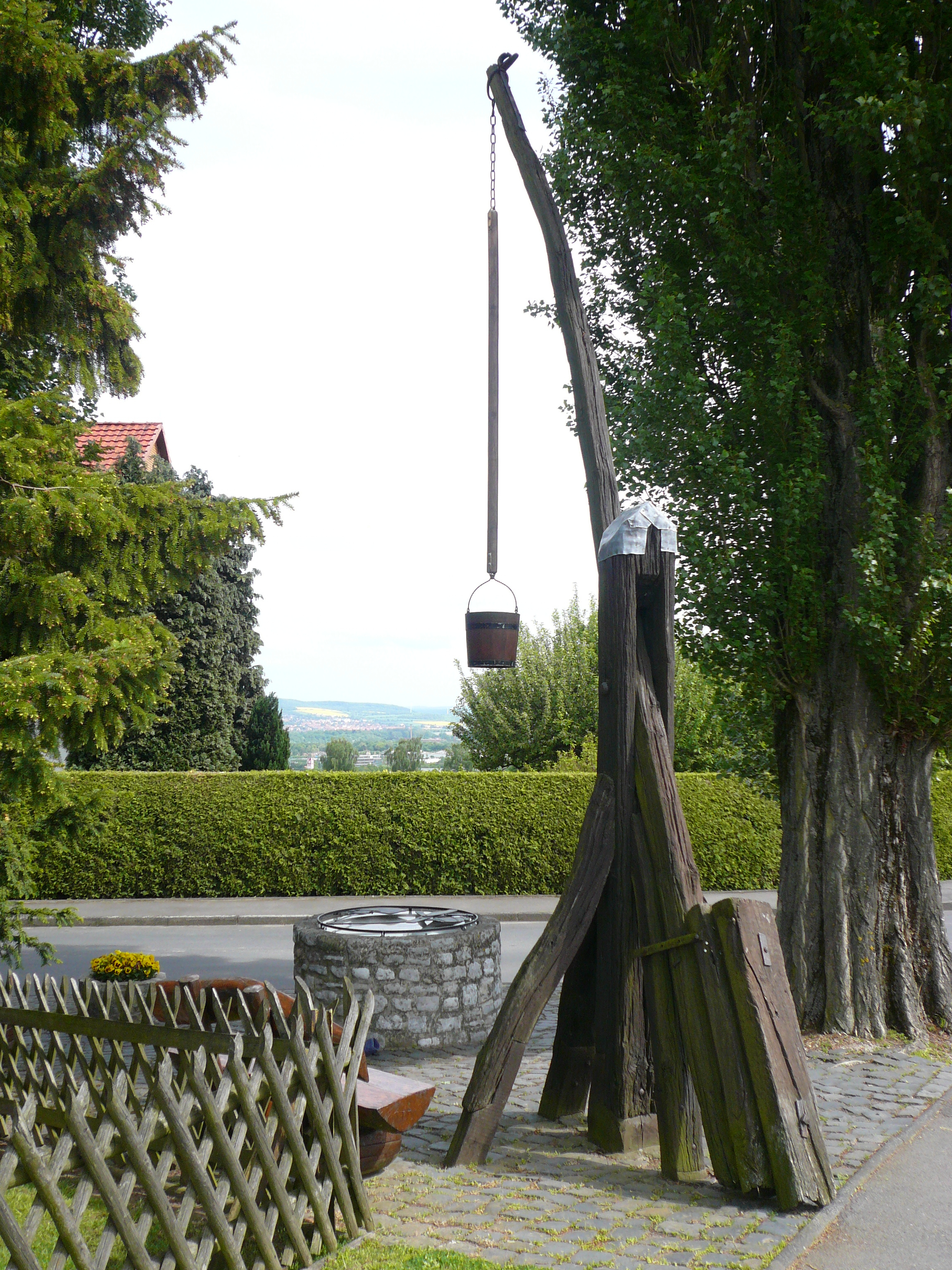
Klotzbrunnen in Hetjershausen

### Ortsrat
Hetjershausen hat zusammen mit den Göttinger Stadtbezirken Groß Ellershausen und Knutbühren einen Ortsrat, der neun Mitglieder umfasst. Seit der Kommunalwahl 2021 ist dieser wie folgt besetzt:
| Ortsrat 2021Insgesamt 9 Sitze - SPD: 4 - Grüne: 1 - CDU: 4 |

Ortsbürgermeisterin der Ortschaft ist Frau Heidrun von der Heide (SPD).

### Wappen
Das Wappen von Hetjershausen zeigt einen silbernen Bockbrunnen mit blauem Himmel auf grünem Grund. Der Brunnen soll daran erinnern, dass Hetjershausen durch die Lage auf einem Bergrücken keine Wasserversorgung durch Quellen oder fließende Gewässer hatte und bis zum Bau einer zentralen Wasserversorgung in der Mitte des 20. Jahrhunderts auf die Brunnen angewiesen war.

## Sehenswürdigkeiten

### Kirche

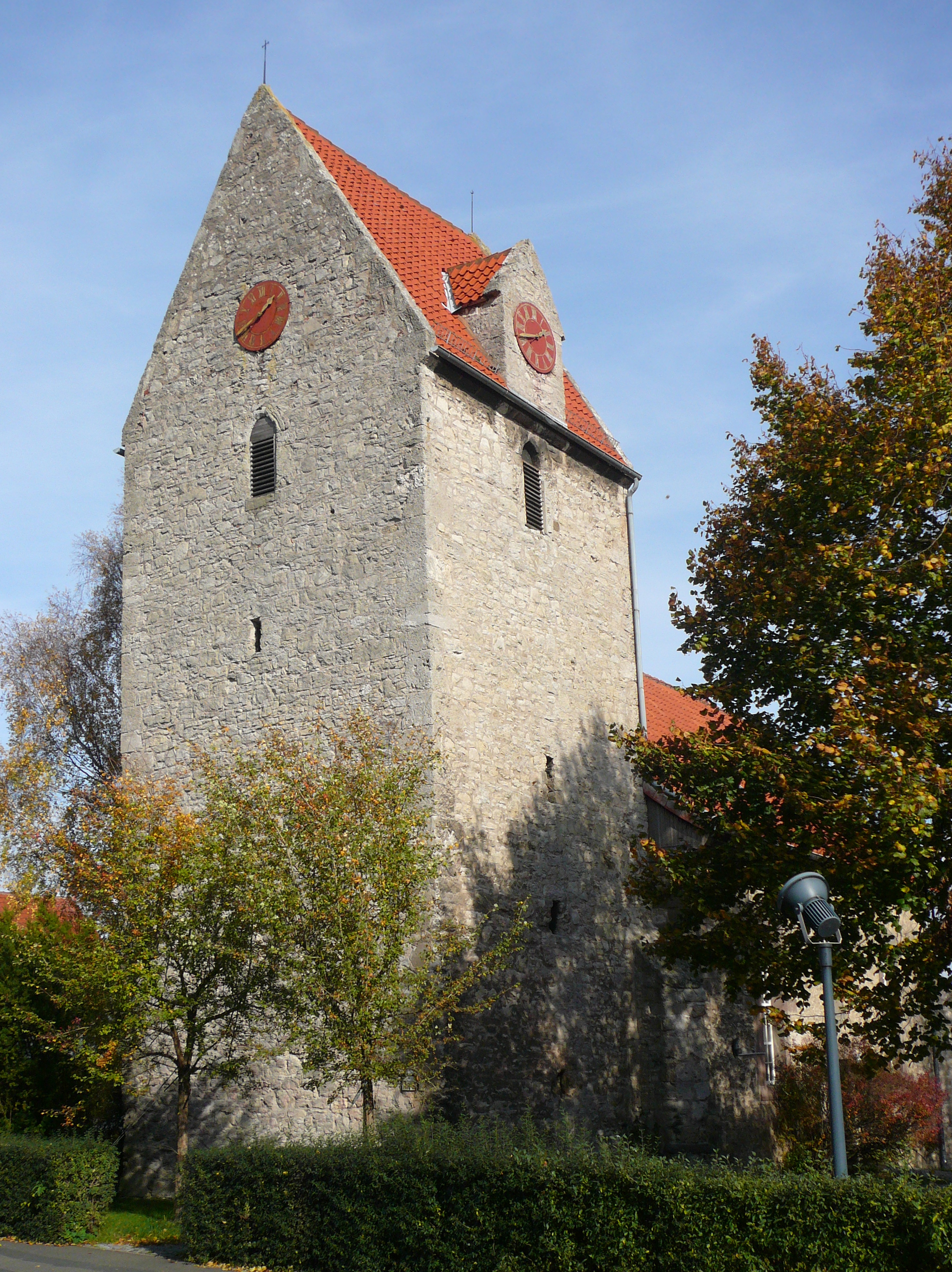
Turm der Marienkirche

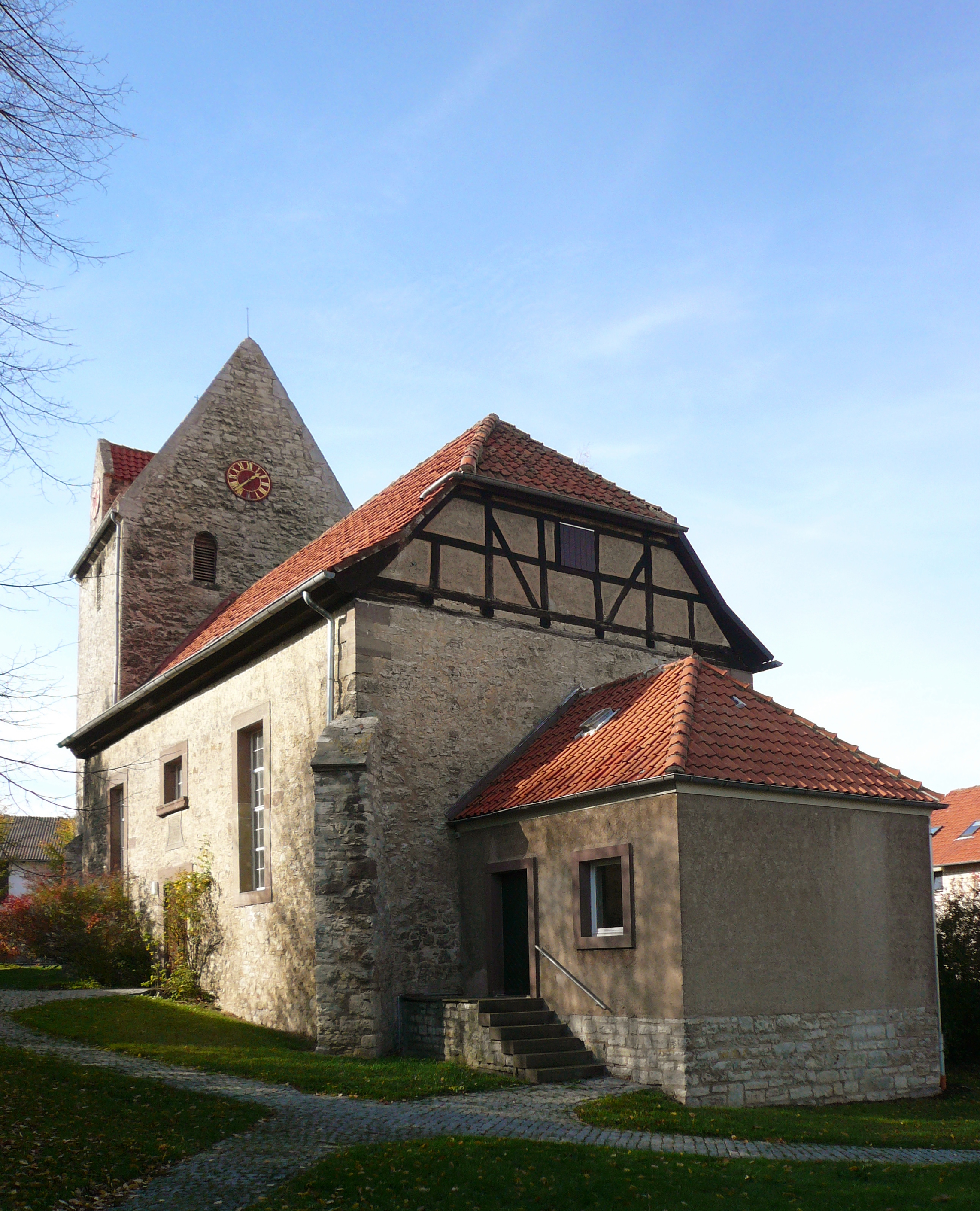
Marienkirche von Südosten

Das derzeit einzige als Baudenkmal ausgewiesene Gebäude in Hetjershausen ist die evangelisch-lutherische Kirche St. Marien. Der Kirchturm aus der Zeit um 1300 ist der älteste Teil der Kirche, er misst im Grundriss 7,20 mal 6,70 m und hat eine Mauerstärke von etwa 1,70 m (im Erdgeschoss). Das unterste Geschoss ist mit einem Gewölbe überdeckt und besitzt keine direkte Verbindung zu den oberen Geschossen. In den unteren Geschossen weist der Turm nur sehr kleine schlitzartige Fensteröffnungen auf, lediglich das mit Kamin ausgestattete oberste Geschoss besitzt größere Fenster. Eine regionale Besonderheit ist das von Schildgiebeln eingefasste Satteldach des Turms, das zusätzlich seitlich durch zwei Zwerchhäuser ausgezeichnet ist. Schon H. W. H. Mithoff hatte die besondere architektonische Gestaltung des Turms bemerkt und in seinem Kunstdenkmäler-Band von 1873 zeichnerisch festgehalten. Der Eingang zu den Turmobergeschossen befindet sich in 3,65 m Höhe von der Empore des Kirchenschiffes aus. Diese Ausstattung deutet möglicherweise auf die Nutzung als Wartturm hin.
Die Erbauungszeit der an den Turm angebauten Saalkirche ist nicht gesichert. Im Jahre 1799 erfolgten größere Umbaumaßnahmen mit einer Erhöhung des Kirchenschiffs, dabei wurden unter anderem die Fenster und der neue Südeingang sowie das abgewalmte Satteldach errichtet, was insgesamt zu einem damals modernisierten, spätbarocken Erscheinungsbild mit Putzfassaden führte. Die zum Umbau über dem Eingang angebrachte Sandsteintafel erwähnt den zeitlichen Zusammenhang in ungelenken Worten: „DIS GOTTESHAUS IST ER / BAUHET . 1799 . D . 6 . T . IULI / UNTER DEM COMMISSAR / IAT DES HERRN AMTMANNS / LUCAS CHRISTIAN MEIER / UND DES HERN GENE / RAL SUPERINTENDENTEN / IG WASEMANN UND DEN / HER PASTOHR STRUVER“. Die im Osten angebaute Sakristei wurde 1966 abgerissen und neu errichtet.

#### Altar
In der Kirche befindet sich ein spätgotischer Schnitzaltar, der mehrfach umgebaut und restauriert wurde. Er konnte aufgrund einer ursprünglich verdeckten Inschrift hinter der geschnitzten Marienfigur auf 1509 datiert und dem Göttinger Bildschnitzer Bartold Kastrop zugeordnet werden. Die selten ausführliche Künstlerinschrift wurde bei der Restaurierung von 1938 entdeckt und ist in braunroter Farbe auf Kreidegrund ausgeführt; sie lautet: „1509 / A(n)no d(omi)ni m° ccccc° viiii° / is dusse tafele bereidet / dorch bartolt kastrop / bordich v(a)n north(e)n vn(de) / wone(n)de to der tidt in / der baruote(n) strate(n) an / dem orde der jode(n) / straten dem god geue / syne(n) vrede vn(de) sy / ome ghenedich vn(de) / barmhertich / o maria bidde dy(n) / leue kint vor my“ (Übersetzung nach Sabine Wehking: „Im Jahr des Herrn 1509 ist diese Tafel angefertigt worden durch Bartold Kastrop, gebürtig aus Northeim und zu dieser Zeit in der Barfüßerstraße an der Ecke zur Jüdenstraße wohnhaft, dem Gott seinen Frieden geben möge und ihm gnädig und barmherzig sei. O Maria, bitte deinen lieben Sohn für mich.“)
1936 bis 1938 wurde der Altar in Hannover restauriert und anschließend wieder als Triptychon aufgestellt. Erneute kleinere Restaurierungen am Altar wurden 1969 und 1985 vorgenommen. Zuvor war der Altar beim Kirchenumbau 1799 auseinandergenommen worden, um die Einzelteile als Schmuck einer barocken Kanzelaltarwand zu verwenden. Der wiederhergestellte Altar zeigt im Mittelteil eine 1,37 m hohe Marienfigur mit Kind im goldenen Strahlenkranz auf einer Mondsichel, neben der auf beiden Seiten je zwei übereinander angeordnete kleinere Schnitzfiguren von Heiligen stehen: auf der linken Seite Katharina (oben) und Martin (unten), auf der rechten Seite Maria Magdalena (oben) und Anna selbdritt (unten). Auf den Innenseiten der Flügel sind die ebenfalls kleineren Schnitzfiguren der 12 Apostel angeordnet, alle Figuren stehen vor gepunztem Goldgrund. Die Flügelaußenseiten zeigen stark ruinöse Gemälde mit Szenen aus dem Marienleben, die dem Meister des Hieronymusaltars in Northeim zugeschrieben werden.

## Wirtschaft und Infrastruktur

### Verkehr

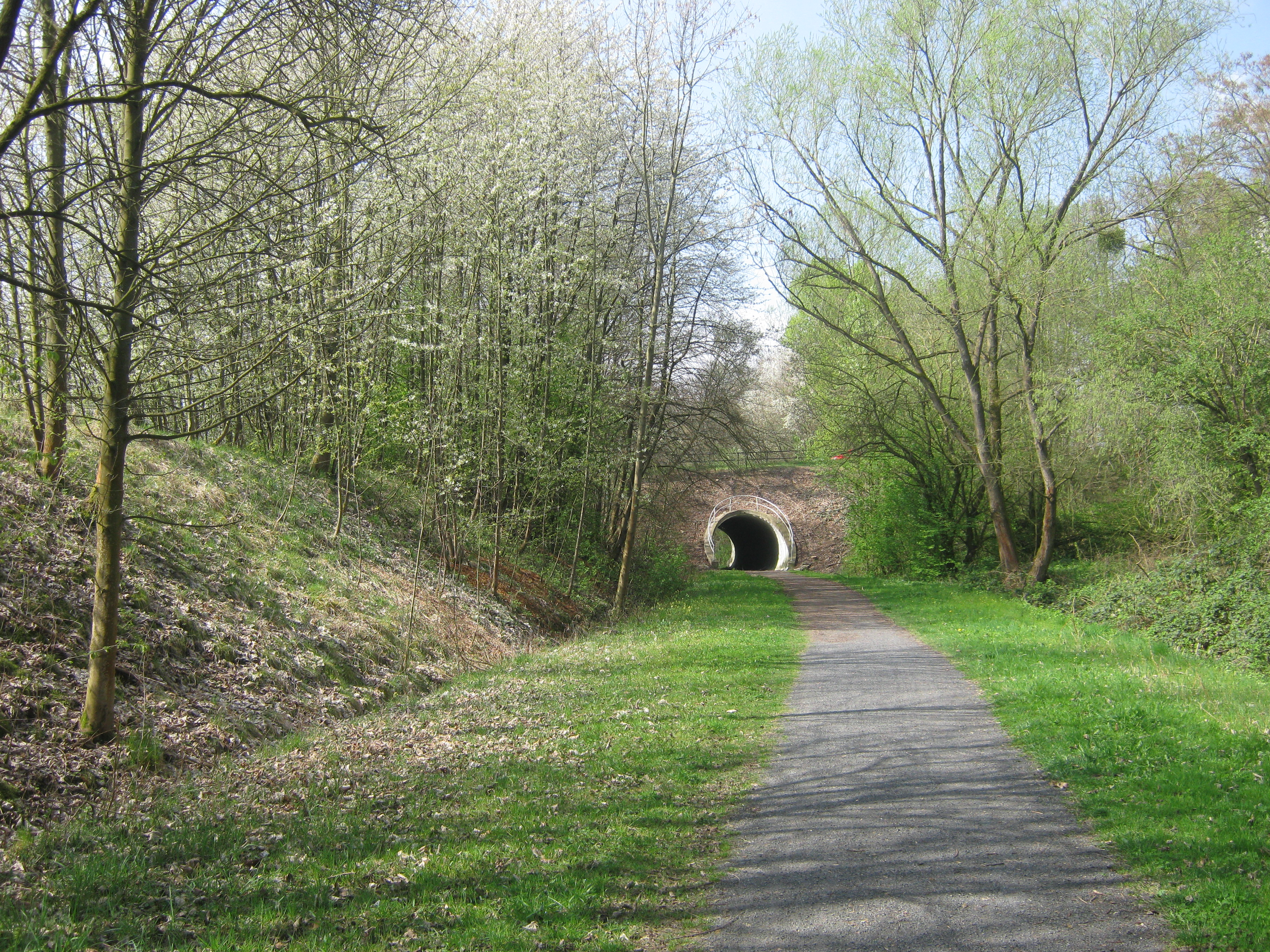
Ehemalige Trasse der Dransfelder Rampe bei Hetjershausen

Hetjershausen ist durch Kreisstraßen mit den Nachbarorten Grone, Groß Ellershausen und Knutbühren verbunden. In Groß Ellershausen ist eine nahe Anbindung an die Bundesstraße 3 und über diese an die A 7 gegeben.
Hetjershausen ist über die Stadtbuslinie 61 der Göttinger Verkehrsbetriebe (GöVB) mit Groß Ellershausen, der Stadt und Rosdorf verbunden.
Eine Fahrradverbindung in Ost-West-Richtung besteht über den unmittelbar südlich am Ort vorbeiführenden Weser-Harz-Heide-Radfernweg auf der ehemaligen Bahnlinie der Dransfelder Rampe.

### Sender
Am südlichen Ortsrand steht der DVB-T-Sendemast Hetjershausen.

## Vereine
- Der Verschönerungs- und Heimatverein Hetjershausen e. V. wurde 1972 gegründet.[23]
- Der Sportverein Hetjershausen wurde im Jahr 1956 gegründet. 1971 schlossen sich die Sportvereine von Groß Ellershausen und Hetjershausen zur Sportvereinigung Groß Ellershausen / Hetjershausen zusammen.[24] Die Sportvereinigung Groß Ellershausen / Hetjershausen bietet Volleyball, Tennis, Tischtennis Fußball, Turnen/Gymnastik/Yoga, Badminton und Handball an.[25] Die Volleyballer des Vereins schlossen sich zur Saison 2009/2010 mit denen des ASC 46 Göttingen zur Volleyballspielgemeinschaft (VSG) Göttingen zusammen. Im Sommer 2013 wurde gemeldet, dass die Volleyballmannschaft ab der darauffolgenden Spielsaison als ASC Göttingen antreten werde.

- Der Schützenverein KKSV Hetjershausen v. 1930 e. V., mit eigenem Vereinsheim an der Knutbührener Straße.